# Гора Лопатина
Гора Лопатина — гора в Сахалинской области, высочайшая точка (1609 метров) острова Сахалин. Названа в 1910 году Русским географическим обществом в память русского геолога и географа, исследователя Сибири и Дальнего Востока Иннокентия Лопатина.
Гора сложена метаморфическими породами. Расположена на территории Тымовского городского округа, на стыке Набильского, Стланикового и Лунского хребтов Восточно-Сахалинских гор. Склоны поросли тайгой, выше заросли кедрового стланика, среди которого разбросаны нивальные пятна и снежники. Вершина практически голая, местами брусничники. Протяжённость пешеходного маршрута от базового лагеря до вершины и обратно — около 30 км.
На вершине горы был установлен пост автоматической метеостанции, в настоящее время разрушен. В 1980 году, в честь проводимой в СССР Олимпиады, на вершину горы Лопатина был водружён бюст Владимира Ленина. В 2017 году на вершине установили памятную доску, посвящённую Иннокентию Лопатину.